# Piotr z Aspeltu
Piotr z Aspeltu (ur. ok. 1250, zm. 2 czerwca 1320) – duchowny rzymskokatolicki, lekarz i kapelan króla niemieckiego Rudolfa I Habsburga, kanclerz Królestwa Czech, arcybiskup Moguncji.